# چرخه فرسایش

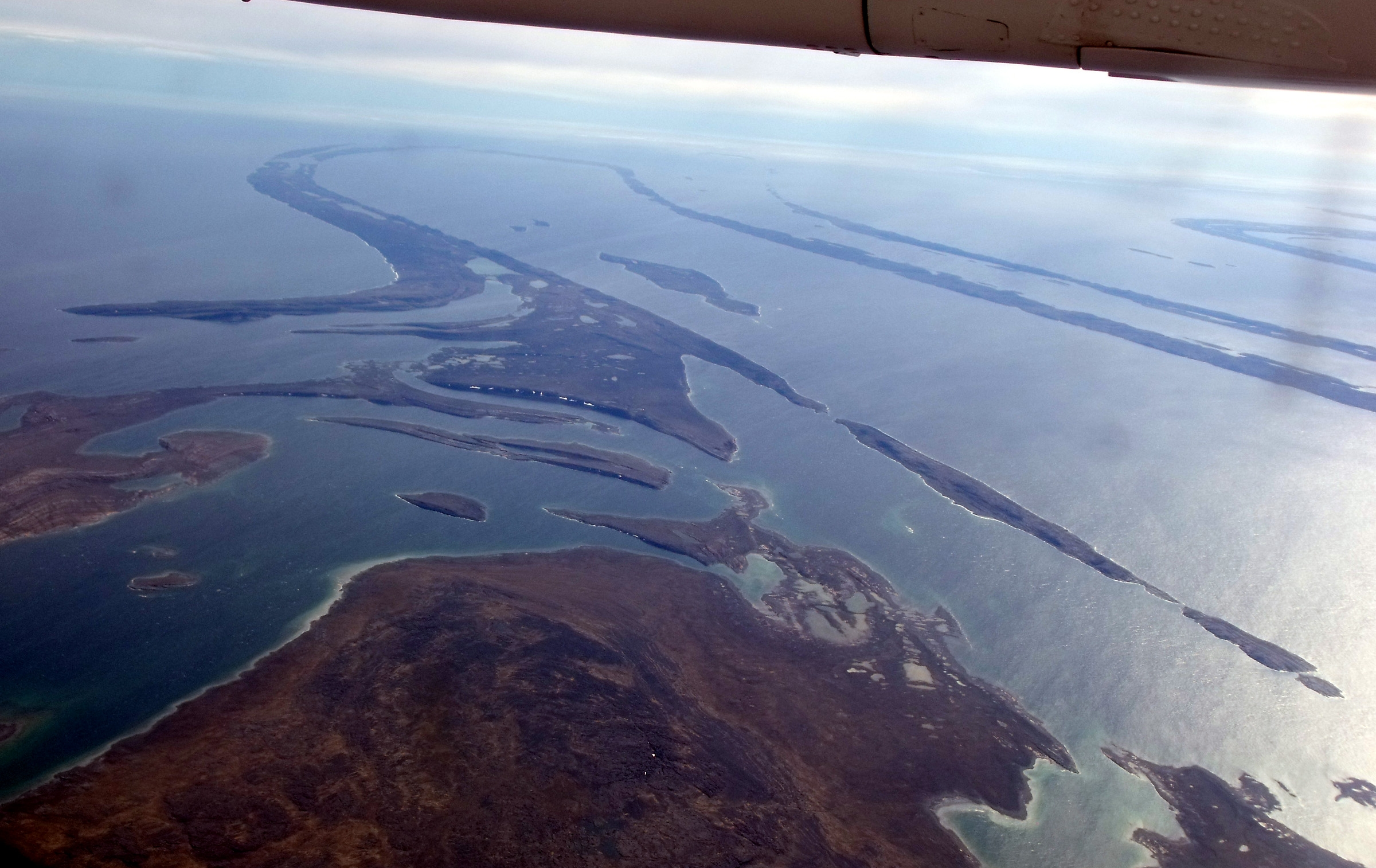
مسطح شدن زمین در اثر فرسایش

تئوری چرخه فرسایش نظریه‌ای است که نخستین بار بین سال‌های ۱۸۸۴ و ۱۸۸۹ توسط ویلیام موریس دیویس (۱۸۵۰–۱۹۳۴) جغرافی‌دان آمریکایی ارائه شد. بر اساس این نظریه سطح زمین از هنگامی که توسط عوامل درونی زمین برجسته گشته تا هنگامی که هموار می‌شود مراحلی را می‌گذراند. این دوره را چرخه فرسایش می‌نامند که مانند دوره‌های عمر انسان، آن را به سه مرحلهٔ جوانی، بلوغ و پیری تقسیم می‌کنند. دیویس چرخه فرسایش را به صورت یک سیستم بسته ارائه داده که شامل تغییر شکل مداوم در سطح پوسته زمین است و دارای مراحل جوانی، بلوغ و پیری است و با مجموعه‌ای از اشکال گوناگون در سطح زمین جلوه‌گری می‌کند. با وجود انتقاداتی که توسط بسیاری از دانشمندان به مدل چرخه فرسایش دیویس وارد شده، برخی دیگر از جغرافی‌دانان این نظریه را تأیید می‌کنند. منتقدان این نظریه معتقدند این تئوری جواب‌گوی همه مسائل مطرح‌شده نیست. بدین معنی که مناطقی از سطح زمین مسطح بوده و بالا آمده‌اند یا سطوح صافی وجود دارند که به عوامل ساختمان زمین‌شناسی آن یعنی به تعادل بین بالا آمدن و فرسایش بستگی دارند.